# Dekanat Sulęcin
Dekanat Sulęcin − jeden z 30 dekanatów należący do diecezji zielonogórsko-gorzowskiej, metropolii szczecińsko-kamieńskiej, Kościoła rzymskokatolickiego w Polsce.

## Władze dekanatu
- Dziekan: ks. Sławomir Przychodny
- Wicedziekan: ks. Krzysztof Burzyński (od 11.01.2024)[1]
- Ojciec duchowny: ks. Adam Wijatkowski
- Dekanalny duszpasterz młodzieży i powołań: ks. Szymon Kluj

## Parafie
- Długoszyn – Parafia pw. Matki Bożej Różańcowej

Brzeźno – Kościół filialny pw. św. Antoniego
Drogomin – Kościół filialny pw. św. Wojciecha
Trzebów – Kościół filialny pw. św. Apostołów Piotra i Pawła
- Kołczyn – Parafia pw. św. Stanisława Kostki

Krzemów – Kościół filialny pw. Matki Bożej
Łukomin – Kościół filialny pw. św. Anny
Maszków – Kościół filialny pw. św. Marii Magdaleny
Rudna – Kościół filialny pw. św. Mikołaja
Rudnica – Kościół filialny pw. Świętej Rodziny
Studzionka – Kościół filialny pw. Wniebowzięcia Najświętszej Maryi Panny
- Krzeszyce – Parafia pw. św. Antoniego Padewskiego

Krasnołęg – Kościół filialny pw. św. Kazimierza
Muszkowo – Kościół filialny pw. św. Jana Chrzciciela
Oksza – Kościół filialny pw. Matki Bożej Częstochowskiej
Przemysław – Kościół filialny pw. Chrystusa Króla
Zaszczytowo – Kaplica Matki Bożej Nieustającej Pomocy
- Lubniewice – Parafia pw. Matki Bożej Różańcowej

Jarnatów – Kościół filialny pw. Matki Bożej Szkaplerznej
Miechów – Kościół filialny pw. św. Jana Chrzciciela
- Sokola Dąbrowa – Parafia pw. Wniebowzięcia Najświętszej Maryi Panny

Nowa Wieś – Kościół filialny pw. św. Anny
Osiecko – Kościół filialny pw. św. Mikołaja
- Sulęcin – Parafia pw. św. Henryka

Ostrów – Kościół filialny pw. Narodzenia Najświętszej Maryi Panny
Sulęcin – Kościół filialny pw. św. Mikołaja
Tursk – Kościół filialny pw. Stanisława Biskupa
Żubrów – Kościół filialny pw. św. Michała
Sulęcin – Kaplica zakonna ss. felicjanek
Sulęcin – Kaplica Matki Bożej Częstochowskiej
Tursk – Kaplica Matki Bożej Rokitniańskiej w PDPS
- Torzym – Parafia pw. Podwyższenia Krzyża Świętego

Grabów – Kościół filialny pw. Matki Bożej Częstochowskiej
Koryta – Kościół filialny pw. św. Józefa
Małuszów – Kościół filialny pw. św. Andrzeja Boboli
Prześlice – Kościół filialny pw. św. Antoniego Padewskiego
Torzym – Kościół filialny pw. Matki Bożej Wspomożenia Wiernych
Drzewce – Kaplica Matki Bożej Częstochowskiej
Torzym – Kaplica Miłosierdzia Bożego i Matki Bożej Bolesnej
- Trzemeszno Lubuskie – Parafia pw. Matki Bożej Królowej Polski

Glisno – Kościół filialny pw. Najświętszego Serca Pana Jezusa
Grochowo – Kościół filialny pw. Podwyższenia Krzyża Świętego